# Festung Wesel

Karte der Stadt und Festung Wesel (um 1750)

Die Festung Wesel war eine Verteidigungsanlage, welche die Altstadt von Wesel am Niederrhein umschloss. Ihr Kern war die teilweise erhalten gebliebene Zitadelle Wesel.

## Geschichte der Festung

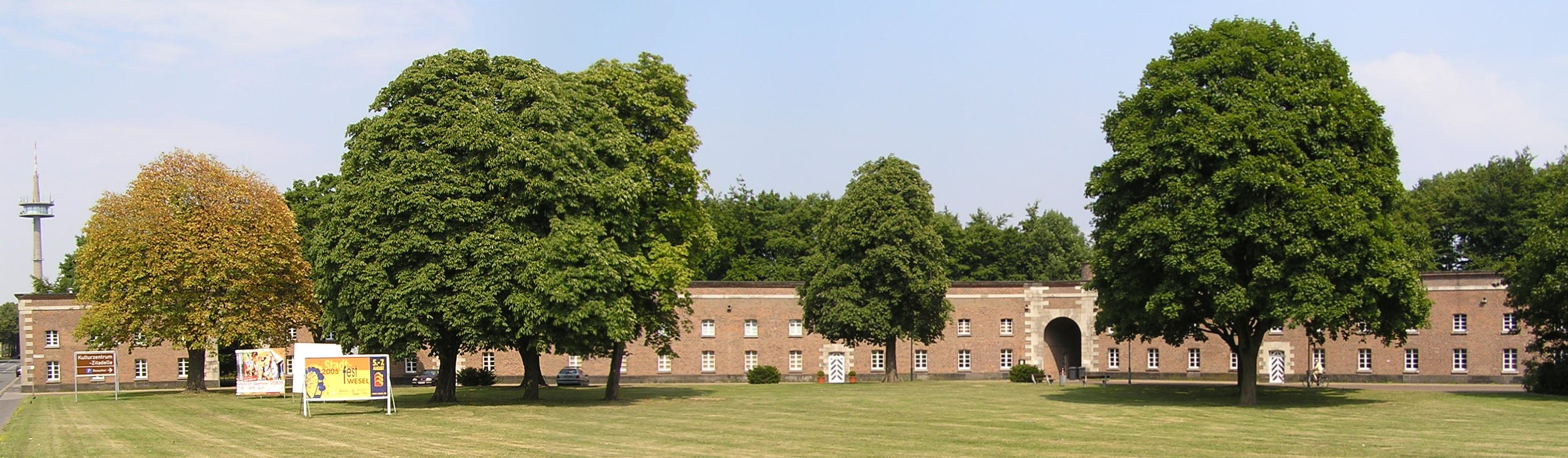
Ein Teil der Zitadelle, heute als Musik- und Kunstschule genutzt

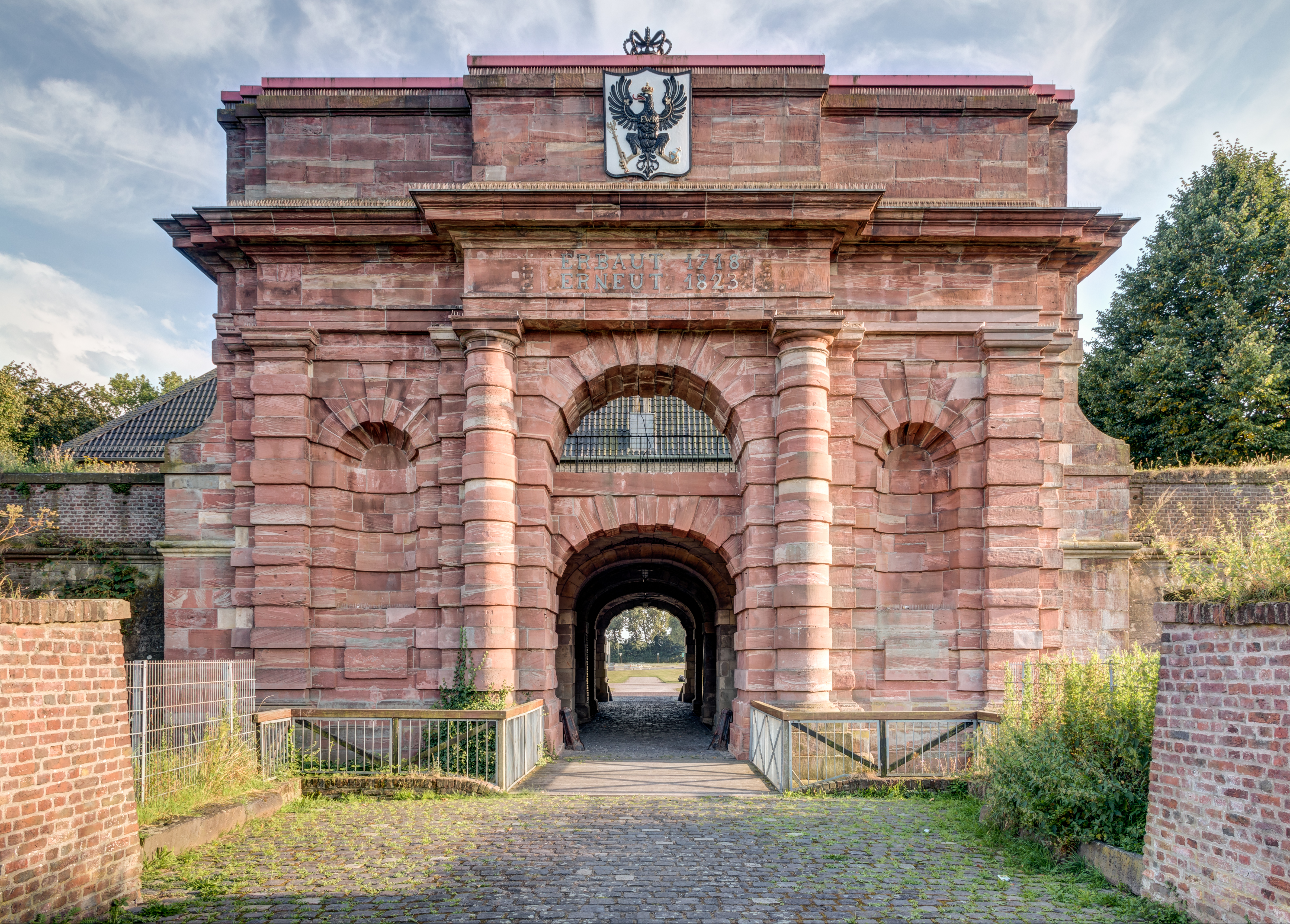
Das Haupttor der Zitadelle in Wesel

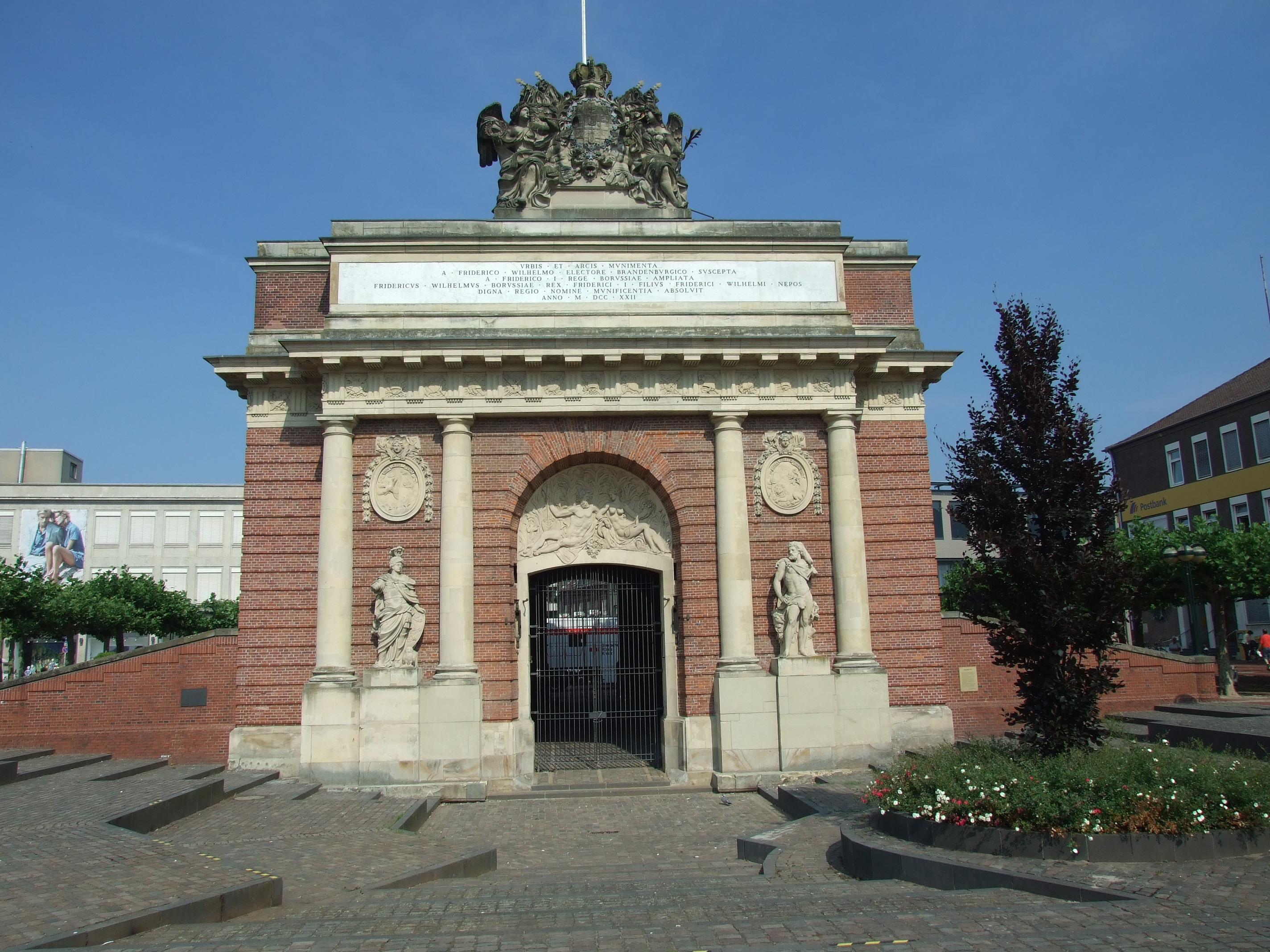
Das Berliner Tor (2010)

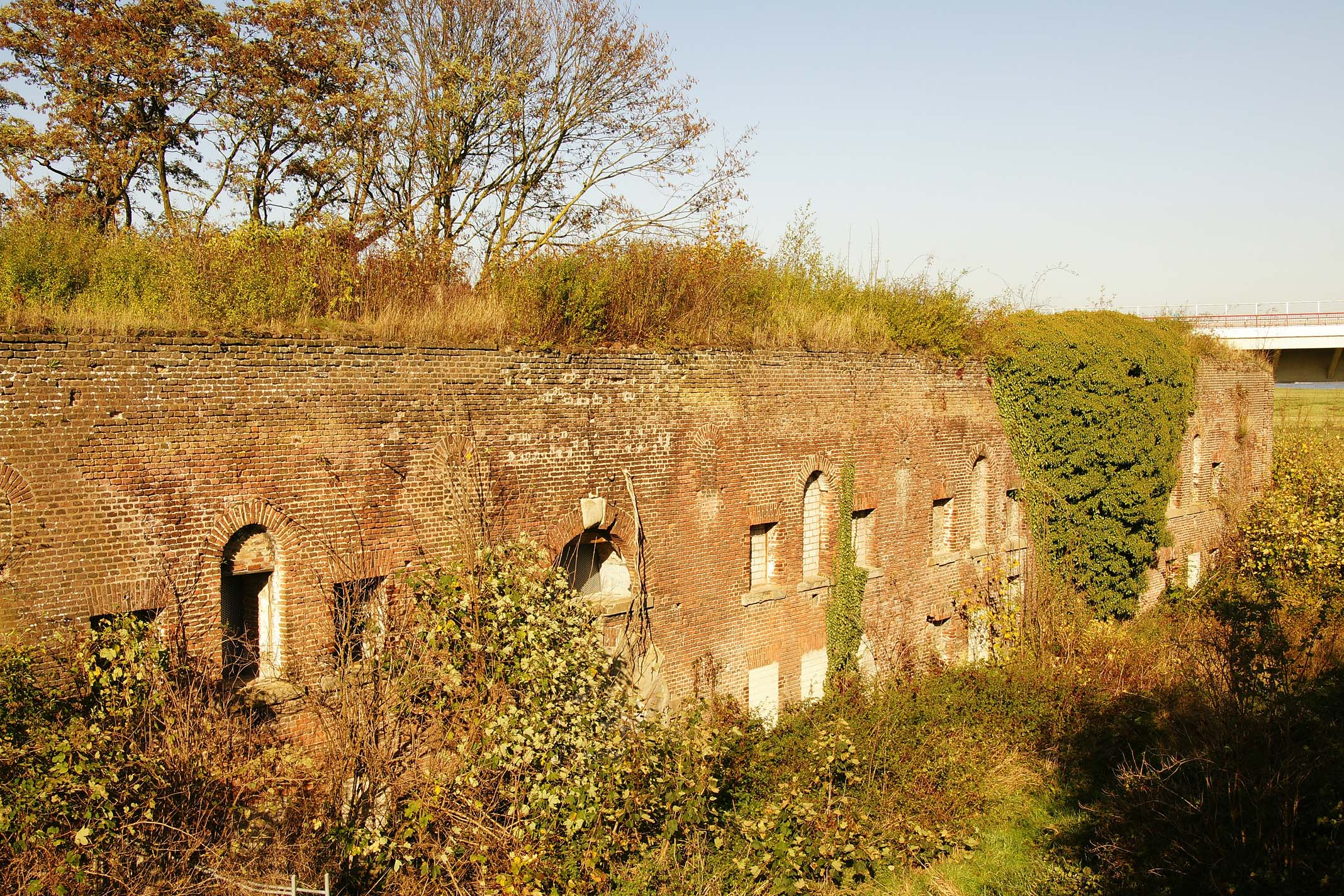
Fort Blücher, im Hintergrund ein Teil der Niederrheinbrücke Wesel

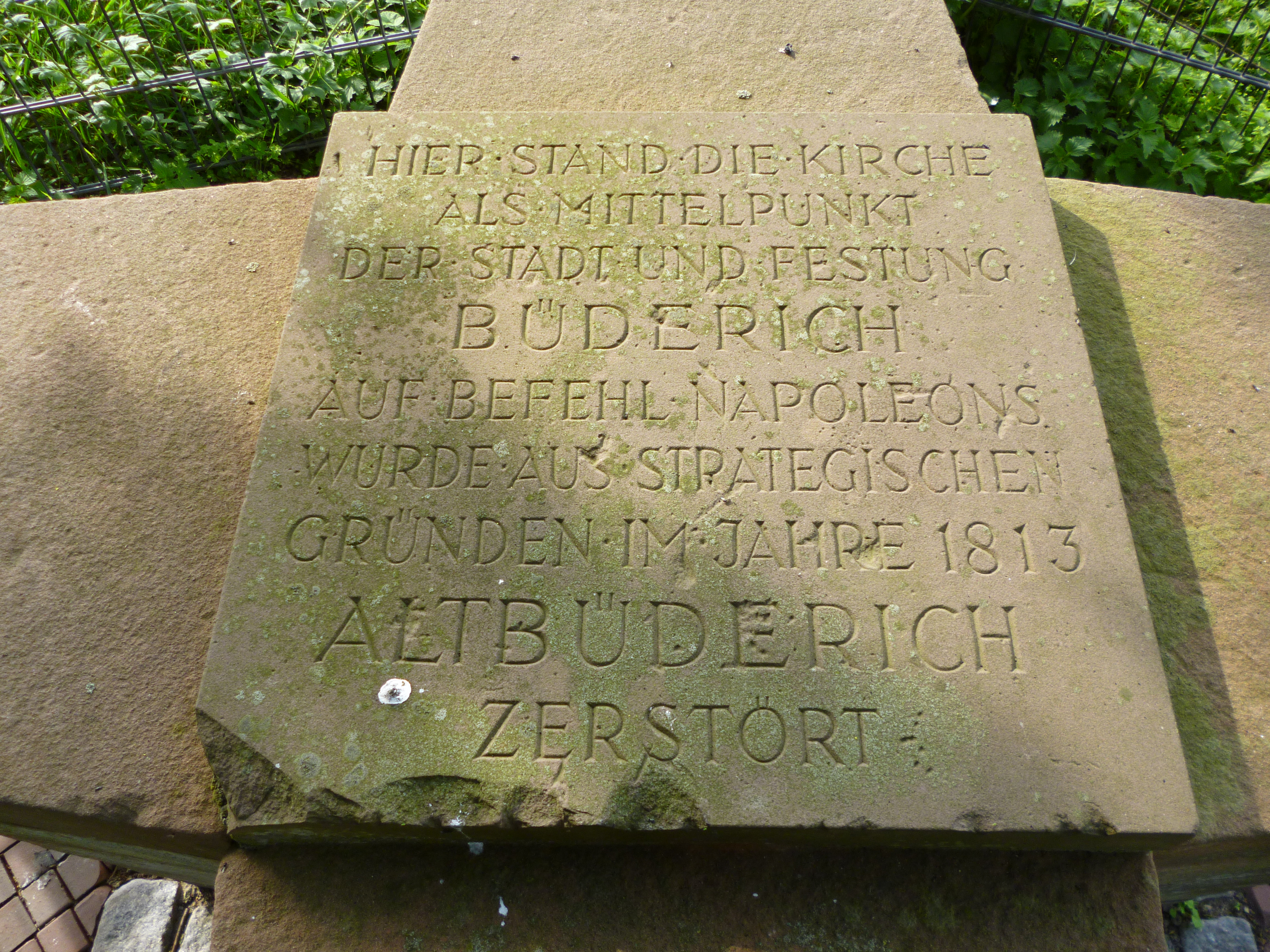
Gedenkstein für das zerstörte Alt-Büderich

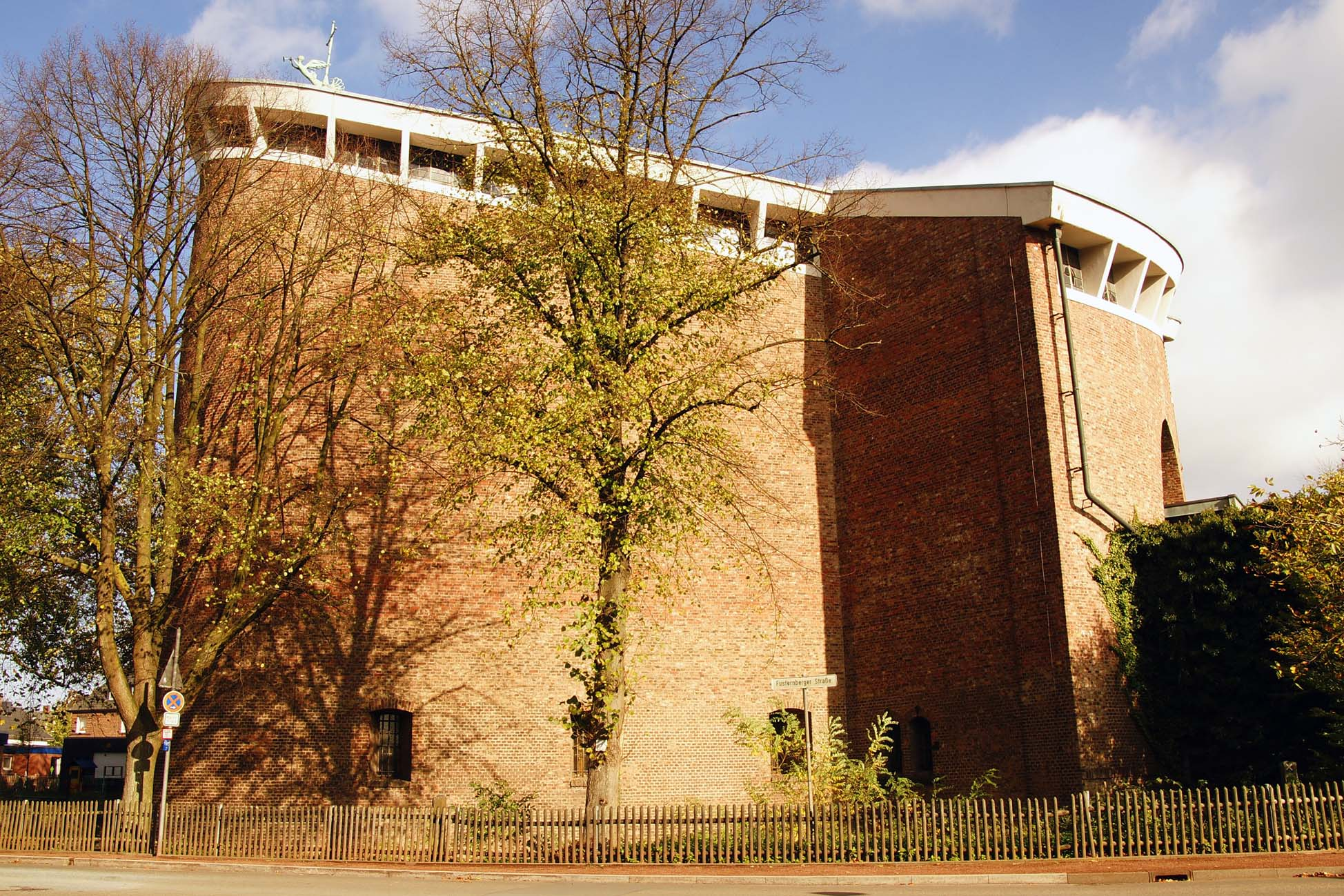
Ehem. Fort Fusternberg, Friedenskirche zu den Hl. Engeln

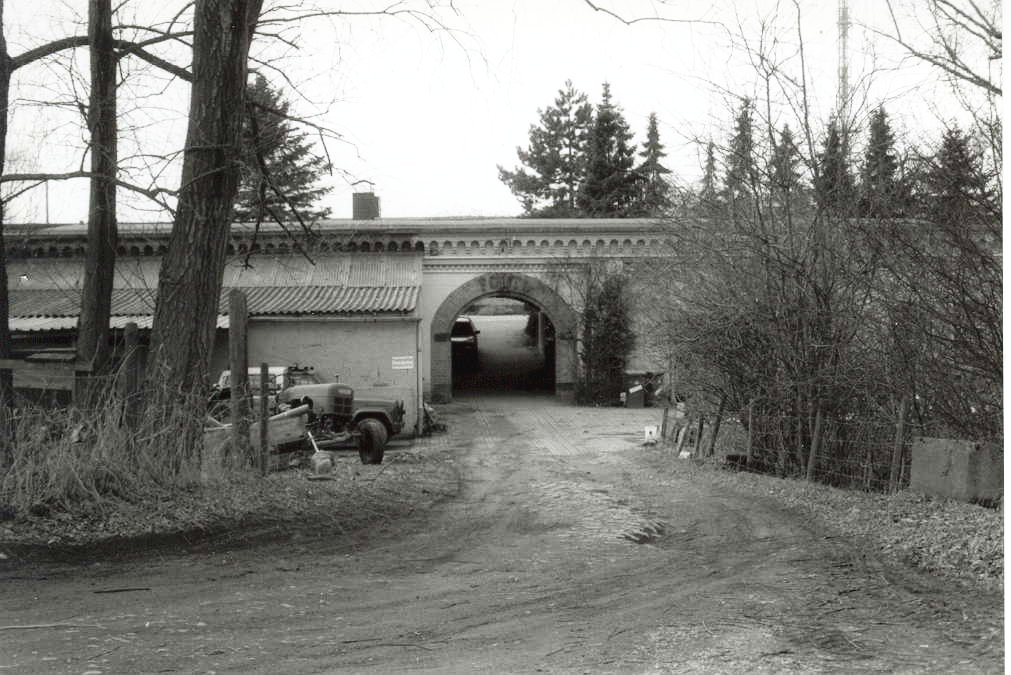
Eingang zum früheren Fort I (2004)

Bereits im Mittelalter bestand um die Hansestadt Wesel eine Stadtbefestigung. 1568 ließ die Stadt auf eigene Kosten im Bereich des Flesgentors eine Bastion und damit ein festungstypisches Element errichten. Im Verlauf des 17. Jahrhunderts wurde die zum preußischen Herrschaftsbereich zählende Stadt mehrfach von verschiedenen Mächten besetzt oder belagert. Auf Befehl des preußischen Kurfürsten Friedrich Wilhelm wurde ab 1681 der Umbau der Stadt zur Festung vorangetrieben. Im Süden der Stadt wurde zwischen 1688 und 1722 nach Plänen von Jean de Corbin und Jean de Bodt die Zitadelle als Festungsanlage innerhalb der Festung errichtet. Die Anlage der Zitadelle hatte die Form eines fünfzackigen Sterns und war durch mehrere stumpfe Bastionen in ihrem Osten und ihrem Westen an den die Stadt umschließenden Festungsgürtel angeschlossen. Mit der Entstehung der Festung reduzierte sich die Zahl der nach Wesel führenden Stadttore von dreizehn auf nur noch vier. Im Siebenjährigen Krieg war die Festung von den mit den Kaiserlichen verbündeten Franzosen besetzt. Am 22. März 1756 verließen die Preußen die Festung, am 8. April 1757 rücken die Franzosen ein. Vom 10. Oktober 1760 bis zum 18. Oktober 1760 wurde die Festung kurz von Graf Schaumburg belagert.
Erste Kasernen in der Stadt wurden um 1770 gebaut, um Soldaten und ihre Familien dort unterbringen zu können. Um 1780 machten Soldaten und ihre Familienangehörigen etwas mehr als die Hälfte der rund 10.000 Stadtbewohner aus. Am 8. November 1794 eroberten französische Truppen unter General Napoleon Bonaparte den linksrheinischen Ort Büderich und beschossen am Folgetag die Festungsstadt Wesel. Es kam zu keinen großen Schäden oder zivilen Todesopfern, während die Franzosen unter hohen Verlusten ihre Stellung in Büderich aufrechterhalten konnten. Von 1805 bis 1814 stand auch das rechtsrheinische Wesel unter französischer Herrschaft. In dieser Zeit kam es sowohl in der Stadt als auch an den Festungsanlagen zu Umgestaltungen, unter anderem entstand in dieser Zeit die Kaserne VIII als Teil der Zitadelle. Als linksrheinischer Brückenkopf der Festung wurde zwischen 1807 und 1813 zudem die Citadelle Napoléon errichtet. Sie erhielt nach dem Ende der französischen Herrschaft den Namen Fort Blücher. In 1811/1812 sind in die Zitadelle Dienstverweigerer aufbewahrt, die nachher in den Russlandfeldzug geschickt wurden. Zwischen dem 19. Dezember 1813 und Mitte Januar 1814 wurde der linksrheinisch gelegene Ort Büderich auf Befehl Napoleons vollständig zerstört, um bei einer zu erwartenden Verteidigung der Festung auch in diese Richtung über ein freies Schussfeld zu verfügen. Letztlich erwies sich diese Maßnahme als militärisch nicht notwendig. Dennoch verboten die Preußen anschließend eine Wiedererrichtung des Ortes, weil dieser sehr nah am Fort Blücher lag und eine mit hohen Kosten verbundene Befestigung daher notwendig gewesen wäre. Büderich wurde südwestlich seiner ursprünglichen Position wieder aufgebaut. Am 8. Mai 1814 verließen die französischen Truppen die Festung Wesel. Weil Geschütze durch technischen Fortschritt eine größere Reichweite besaßen, wurde im 19. Jahrhundert die Notwendigkeit zur Errichtung von Außenforts gesehen. Unter anderem entstand zwischen 1856 und 1860 das Fort Fusternberg und zwischen 1879 und 1882 das Fort I, welches zur militärischen Absicherung der Eisenbahnbrücke Wesel diente.
1886 wurde die Entfestigung Wesels beschlossen und damit der Prozess der Schleifung eingeleitet. 1889 erwarb die Stadt Wesel große Teile des Festungsgeländes. Im Bebauungsplan des Kölner Baumeisters Josef Stübben gewann die Stadt so 62 Hektar an Bauland. In den folgenden Jahren wurden die drei Stadttore Brüner Tor, Rheintor und Klever Tor entfernt und lediglich das Berliner Tor beibehalten und auf dem Gebiet der ehemaligen Festungswälle entstanden Ringstraßen um die Stadt. Im Festungsglacis von Wesel direkt außerhalb der Wälle wurde ein Grüngürtel angelegt. Zahlreiche Festungsgebäude blieben jedoch erhalten, weswegen Wesel im Ersten Weltkrieg als Sammelpunkt für Soldaten genutzt werden konnte. Da das Rheinland durch den Versailler Vertrag entmilitarisiert wurde, blieben die Gebäude in der folgenden Zeit ohne Nutzung. Zur Zeit des Nationalsozialismus war Wesel dagegen Militärstandort und wurde angesichts dessen im Zweiten Weltkrieg durch Bombenangriffe weitgehend zerstört.

## Auswirkungen auf die Stadtentwicklung
Von seiner günstigen geostrategischen Lage an den Flüssen Rhein und Lippe hatte Wesel wirtschaftlich profitiert und war im Spätmittelalter zur wohlhabenden Hansestadt geworden. Gleichzeitig war diese Lage maßgeblich für die Entstehung der Festung Wesel. Die Gründung der Festung sorgte für einen wirtschaftlichen Rückschritt, da bestimmte Wirtschaftszweige aufgegeben werden mussten und eine Ausdehnung städtebaulicher oder wirtschaftlicher Aktivitäten über den Ring der Festung hinaus nicht mehr möglich waren. Bis zur Entfestigung im späten 19. Jahrhundert war eine Bebauung in einem Radius von 1,5 Kilometern um die Festung herum untersagt bzw. mit strengen Auflagen verbunden. Die heute die Innenstadt direkt umschließenden dicht besiedelten Ortsteile Feldmark, Fusternberg und Schepersfeld und die nicht mehr bestehende Rheinvorstadt hatten 1858 zusammengerechnet lediglich 1.111 Einwohner. Durch den fehlenden Platz zur Ausdehnung lag Wesel in den Bereichen Industrie und Handel deutlich hinter seinen Möglichkeiten und behielt auch in der Folgezeit vorerst die Prägung als Militärstandort und Verwaltungsstadt. Auch aufgrund der weiterhin vorhandenen militärischen Bedeutung wurde Wesel im Zweiten Weltkrieg stark zerstört. Im Prozess des Wiederaufbaus nach 1945 konnte sich die Stadt hingegen von Entwicklungshemmnissen lösen. Unter anderem wuchsen früher außerhalb der Festung gelegene Stadtbereiche wie die Feldmark in dieser Phase stark an.

## Heutige Spuren der ehemaligen Festung
Die Zitadelle der historischen Festung ist in Teilen erhalten und wird als Kulturzentrum genutzt. Sie ist Standort des Preußen-Museums Wesel, der städtischen Musik- und Kunstschule Wesel, des Stadtarchivs und einem Teil des Städtischen Museums. Im Osten der Weseler Innenstadt ist das Berliner Tor als früheres Festungstor erhalten. Vom Klever Tor ist ein Giebelrelief erhalten und am heutigen Weseler Rathaus aufgestellt. Das linksrheinische Fort Blücher besteht nur noch als Ruine, Fort Fusternberg und das an der früheren Eisenbahnbrücke gelegene Fort I sind dagegen erhalten. Nach dem Zweiten Weltkrieg wurde es zur Friedenskirche zu den Heiligen Engeln umgebaut.
Die Ringstraßen um die Weseler Innenstadt zeichnen in weiten Teilen früheren Verlauf der Festungswälle nach. Aus dem Festungsglacis entstanden stadtnahe Waldgebiete. Zudem war es namensgebend für die angrenzenden Straßen Am Lippeglacis, Am Nordglacis, Am Ostglacis und Am Westglacis.